# Chorinea licursis
Chorinea licursis is een vlindersoort uit de familie van de prachtvlinders (Riodinidae), onderfamilie Riodininae.
Chorinea licursis werd in 1775 beschreven door Fabricius.